# The Gentrys
The Gentrys is een Amerikaanse beatband uit de jaren 1960 en begin jaren 1970, vooral bekend van hun hit Keep On Dancing uit 1965. Een cover van de Bay City Rollers kwam in 1971 op nummer 9 in het Verenigd Koninkrijk. Vervolgsingles die buiten de Top 40 vielen, waren Every Day I Have to Cry (1966), Spread It on Thick (1966), Cinnamon Girl (1970), Why Should I Cry (1970), Wild World (1971) en de bubbling under Billboard-hitsingle Brown Paper Sack (nr. 101, 1966).

## Bezetting
- James Hart (zang)
- Bruce Bowles (zang)
- Pat Neal (bas)
- James Johnson (trompet)
- Lawrence Raspberry (gitaar)
- Lawrence Wall (drums)
- Robert Fisher (piano, saxofoon)
- Rob Stauble (drums)
- Larry Butler (keyboards)

## Geschiedenis
De zevenkoppige band van de Treadwell High School (Memphis) alumni omvatte Bruce Bowles (zang), Bobby Fisher (saxofoon, keyboards), Jimmy Hart (zang), Jimmy Johnson (trompet), Pat Neal (basgitaar), Larry Raspberry (gitaar, zanger) en drummer Larry Wall (vervangen door Rob Straube) en ook met een ander lid, Larry Butler (keyboards). De jongeren vormden The Gentrys in mei 1963 als een rock-'n-roll-band voor lokale dansen en waren zeer succesvol met spelen op middelbare schoolfeesten. In september 1964 wonnen ze de derde plaats in de Mid-South Fair Talent Competition en deden ze auditie voor het Ted Mack Amateur Hour. Ze werden al snel de populairste tienerband in het midden van het zuiden en wonnen in 1964 de Memphis Battle of the Bands. In december 1964 kreeg de band een contract van het lokale platenlabel Youngstown Records en maakten ze hun eerste plaat Sometimes, die begin 1965 lokaal erg populair was.
Na een week lang onder de Billboard-hitlijst te hebben gestaan, scoorden de Gentrys met de miljoenenseller Keep On Dancing, dat in 1965 nummer 4 bereikte in de Billboard Hot 100. Het succes leidde tot optredens op Hullabaloo, Shindig!, en Where the Action Is, ze toerden met The Beach Boys en Sonny & Cher en stonden ook op Dick Clark-affiches. Vijf vervolgsingles slaagden er echter niet in om door te breken in de Top 40. Enkele maanden na het verschijnen in de film It's a Bikini World uit 1967, ging de band uit elkaar. Andere opmerkelijke bandleden tijdens de jaren 1963-1966 waren Claude Wayne Whitehead (slaggitaar), Ronnie Moore (bas), Sonny Pitman (bas) en technicus/producent Terry Manning (keyboards).
Oorspronkelijk lid Hart hervormde The Gentrys in 1969, met zichzelf als leadzanger en namen aanvankelijk op voor Bell Records. De Gentrys uit 1969-1971 bestonden uit Hart, Steve Spear (bas), David Beaver (keyboards), Jimmy Tarbutton (gitaar) en Mike Gardner (drums). In 1970 namen ze een album op bij Sun Records van Sam Phillips en plaatsten ze twee singles in de Billboard Hot 100: Why Should I Cry (met een piek op nummer 61 op 7 maart 1970) en Cinnamon Girl, dat zich eerder plaatste in de hitlijst voor Neil Youngs versie en piekte op nummer 52 op 13 juni 1970.
De bezetting van The Gentrys van 1971 tot 1972 omvatte Hart op zang, samen met Wesley Stafford op leadgitaar en zang, Alan Heidelberg (drums) en Bobby Liles (bas). Marty Lacker (een lid van Memphis Mafia van Elvis Presley) hielp deze versie van The Gentrys om een platencontract te krijgen bij Capitol Records. Het produceerde de single Let Me Put This Ring Upon Your Finger, geschreven door Hart en Stafford. Knox Phillips was de platenproducent voor alle opname-inspanningen van deze periode.
Hart vond later meer bekendheid en succes in het professionele worstelen, als een manager met de bijnaam 'The Mouth of the South'. Gedurende deze tijd componeerde hij ook entreemuziek voor worstelaars en trad hij op als lid van The Wrestling Boot Band, een groep geleid door Hulk Hogan. Het verhaal van The Gentrys wordt beschreven in het boek The Mouth of the South door Jimmy Hart, Hulk Hogan, Bret Hart en Jerry Lawler.
Raspberry ging spelen met Alamo, die in 1971 een gelijknamige lp uitbracht en vervolgens Larry Raspberry and the Highsteppers formeerde, waarmee hij halverwege de jaren 1970 twee albums uitbracht.

## Discografie
- 1965: Keep On Dancing
- 1966: Spread It on Thick
- 1966: Everyday I Have to Cry
- 1970: Cinnamon Girl
- 1970: Why Should I Cry